# پارک ملی آکادیا
پارک ملی آکیدیا (به انگلیسی: Acadia National Park) یک پارک ملی در ایالت مین در آمریکا است.
مساحت این پارک ۱۹۲ کیلومتر مربع است.

## نگارخانه

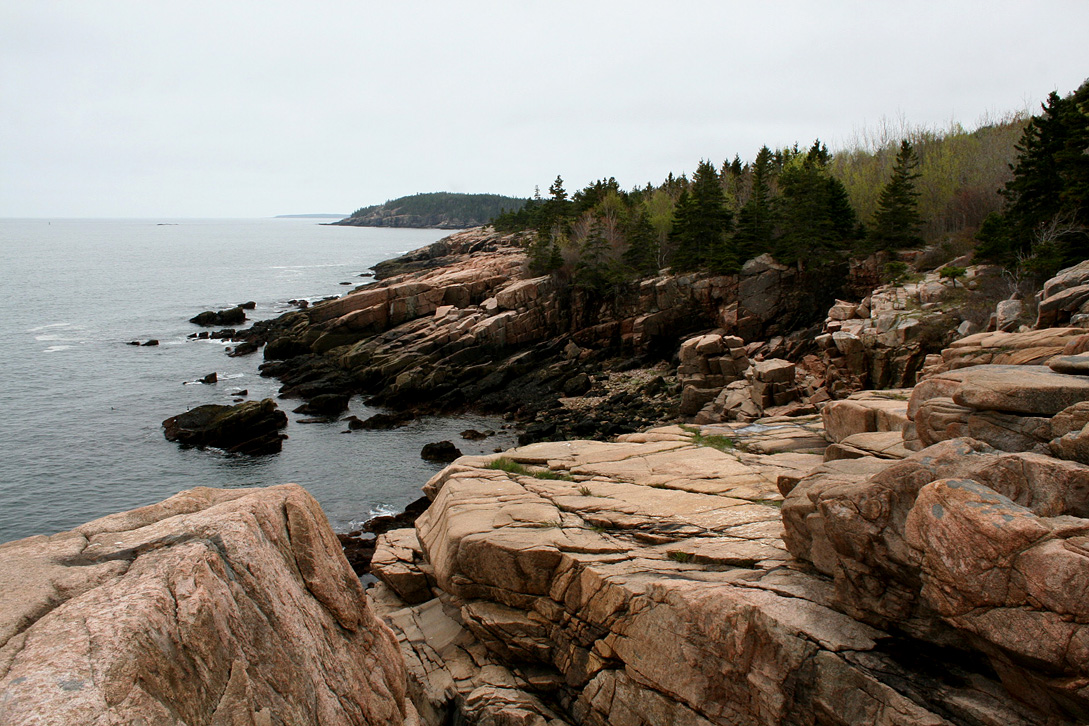
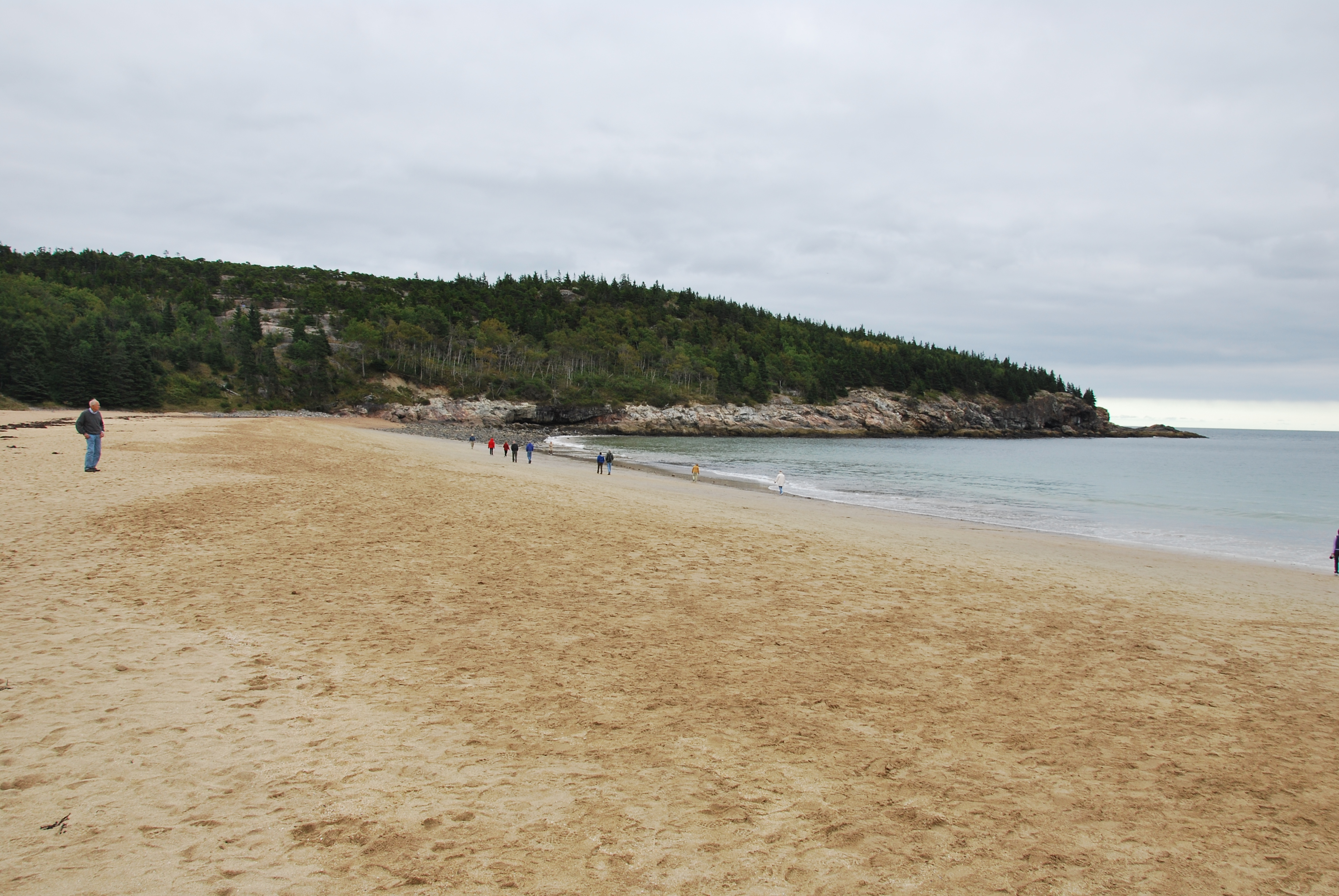
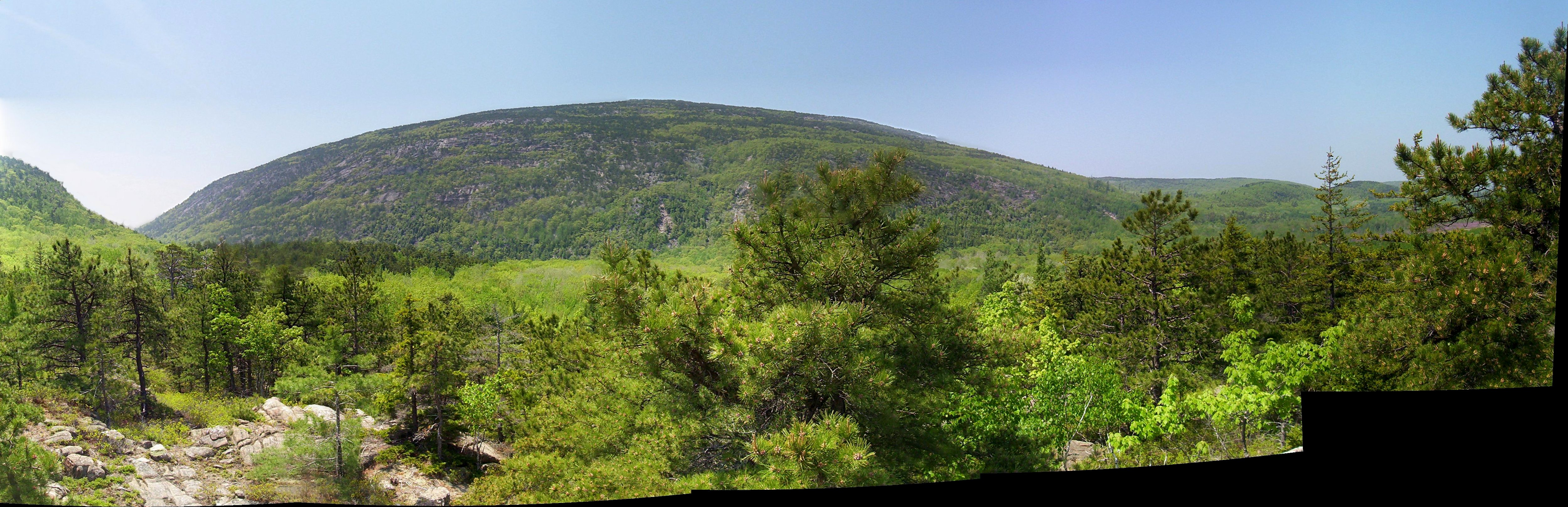
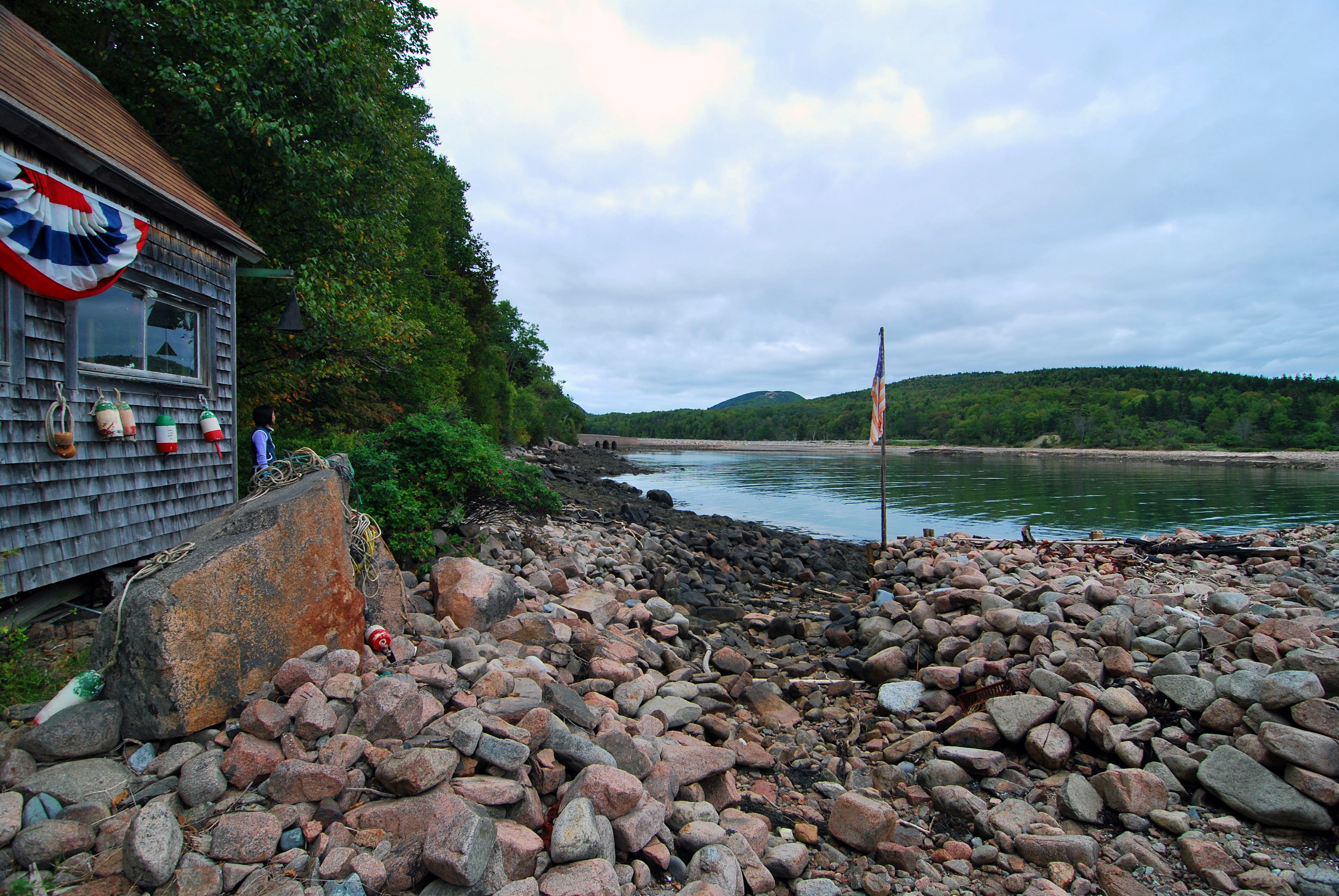
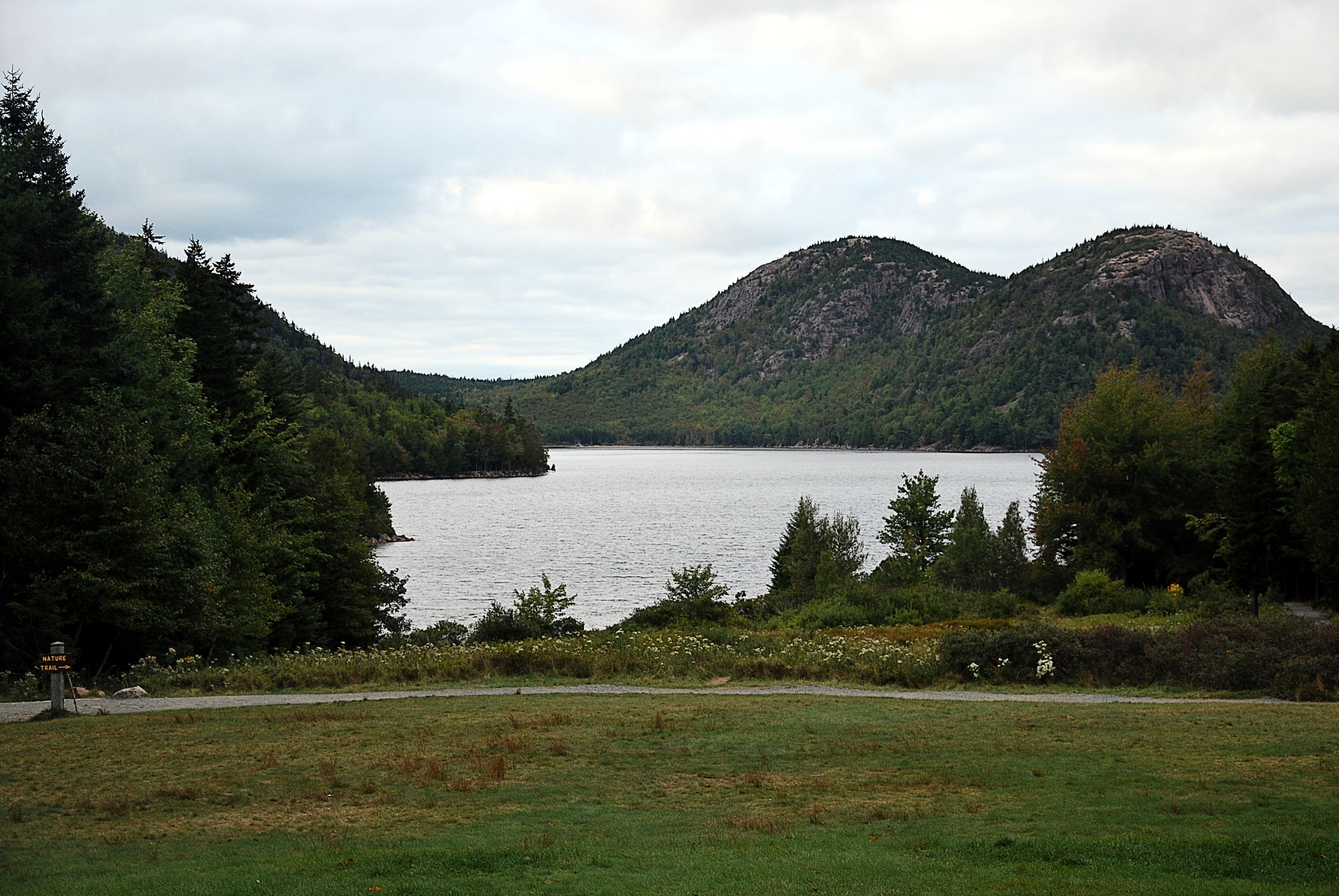
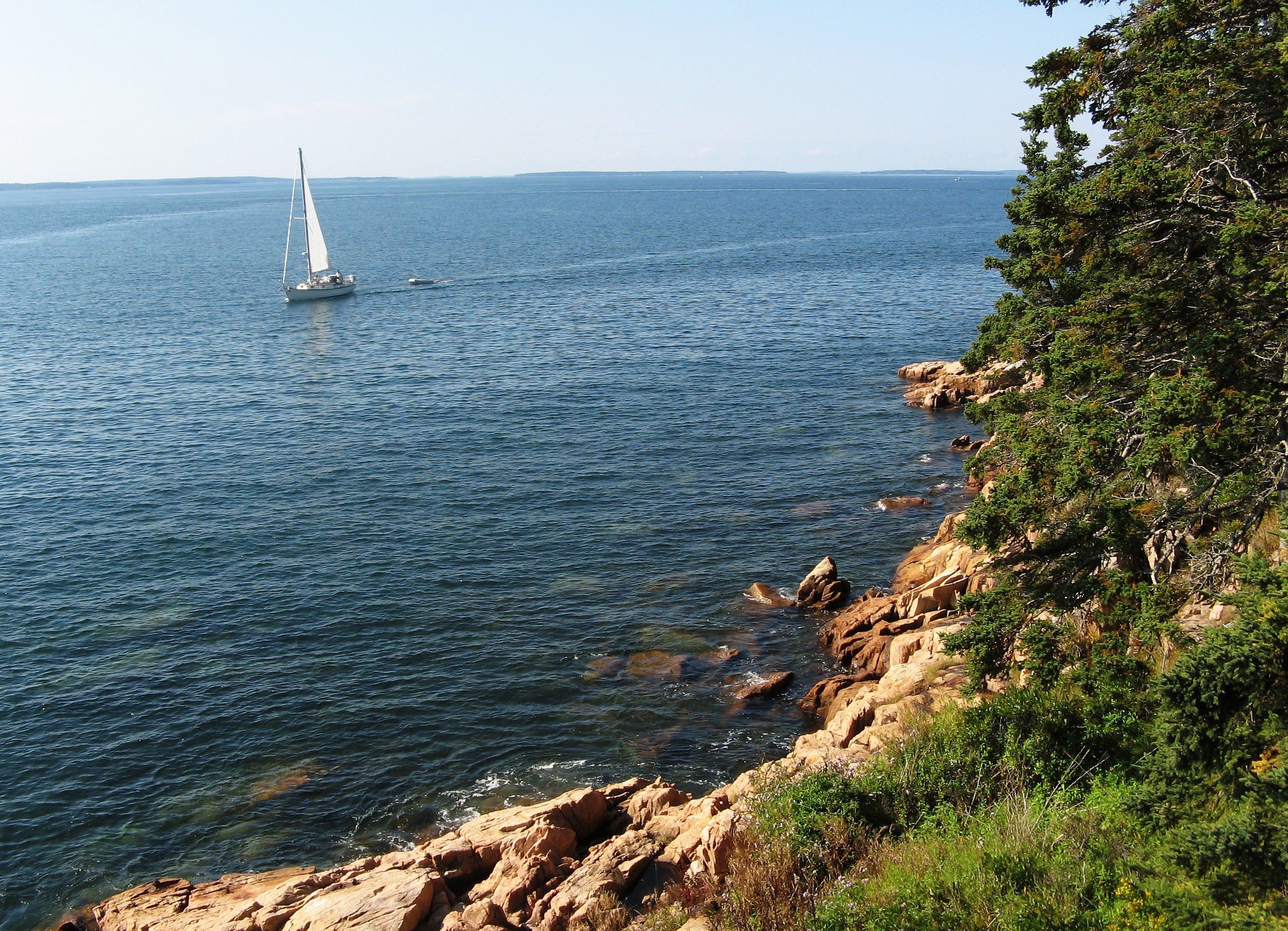
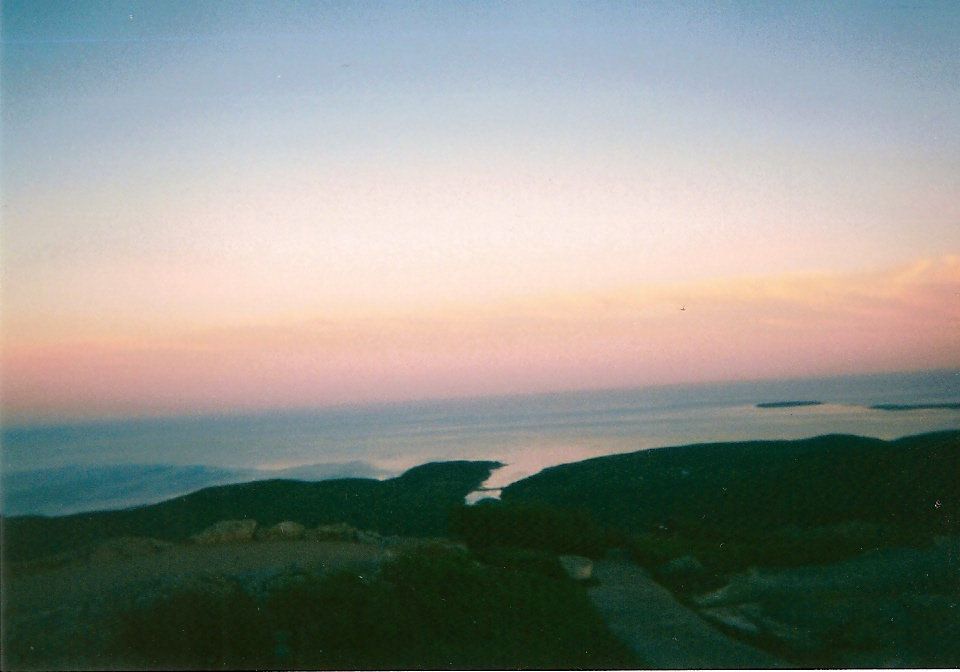
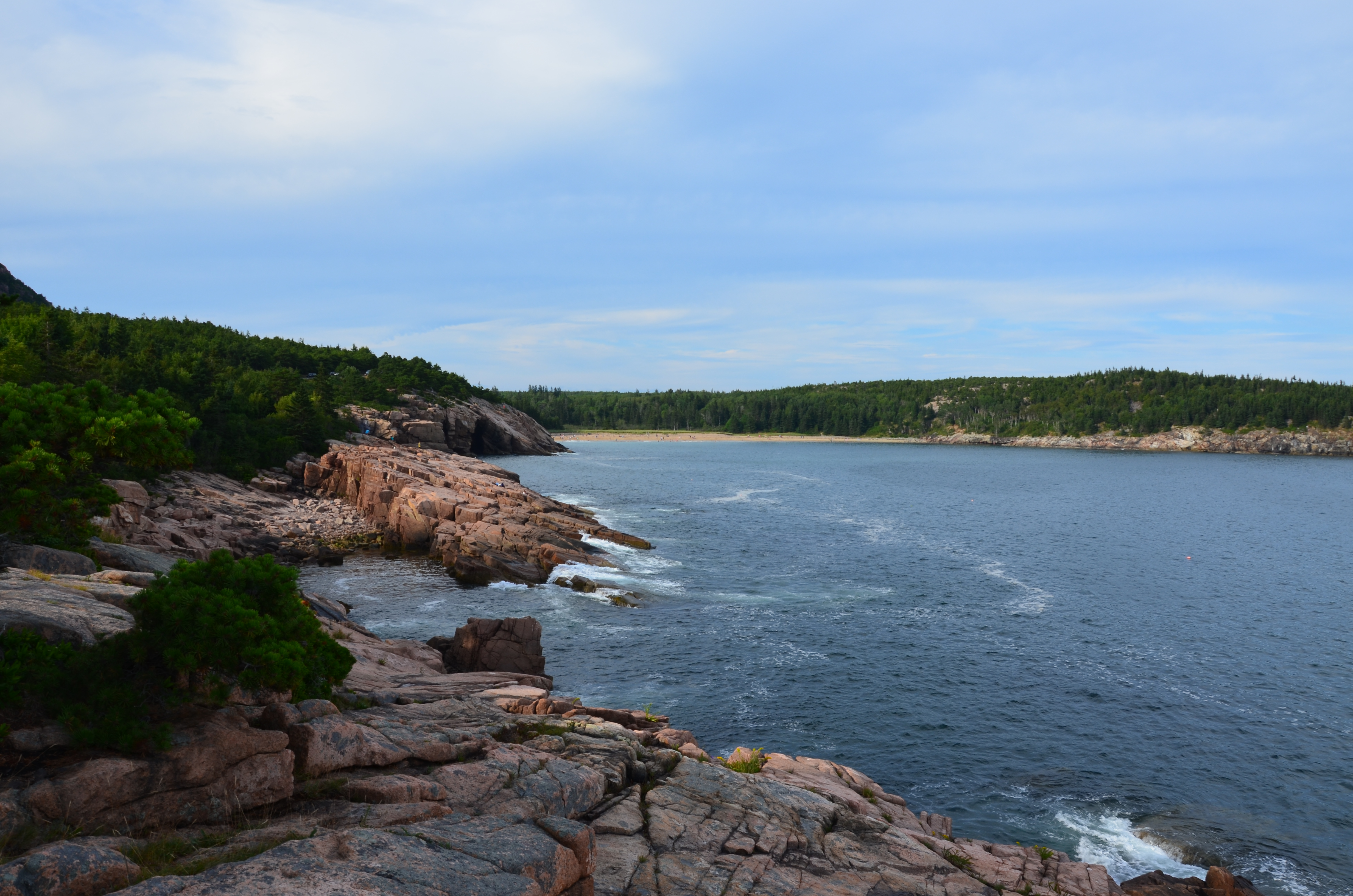
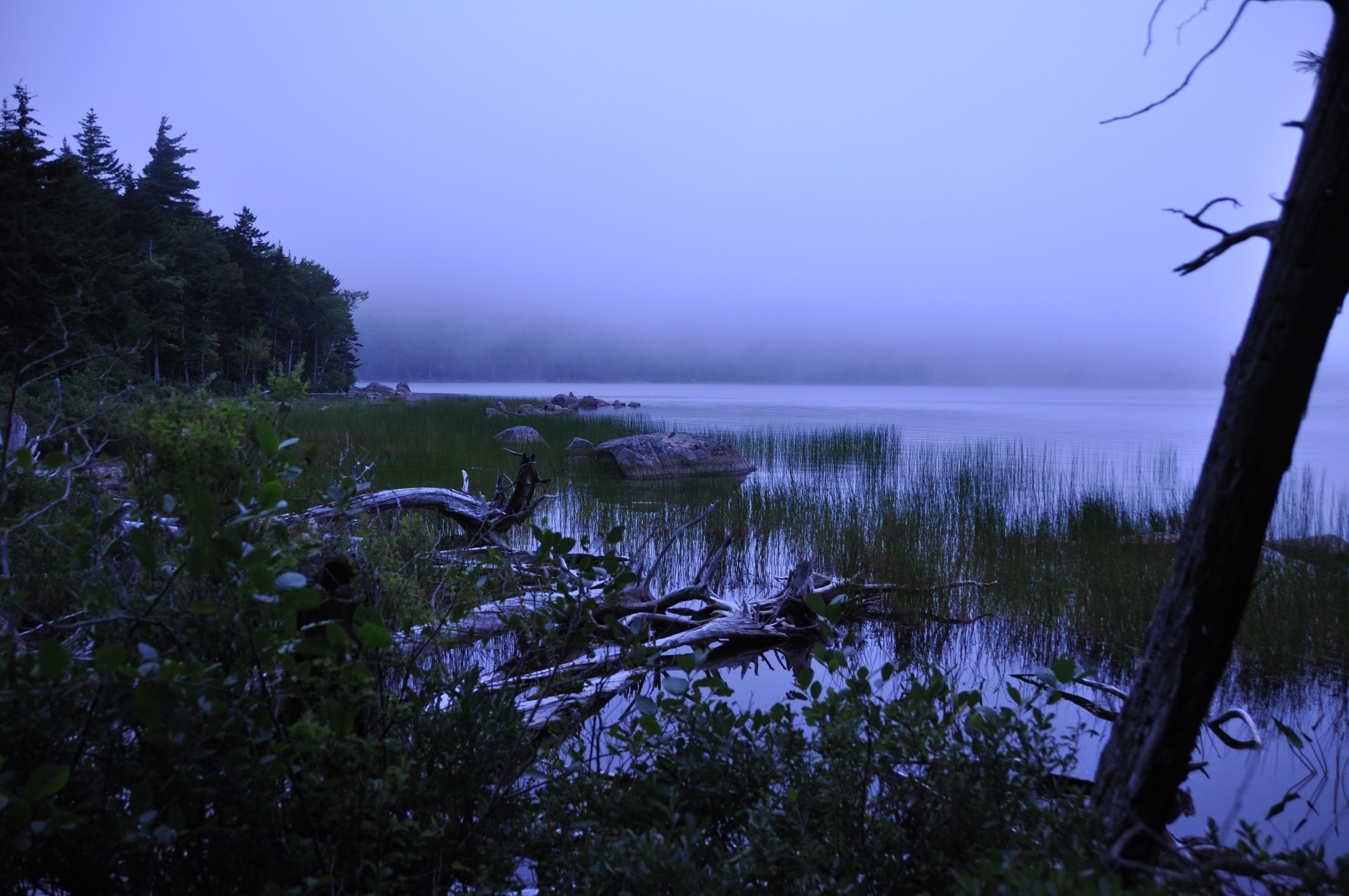